# Saint-Martin-de-la-Lieue
Pour les articles homonymes, voir Saint-Martin.
Saint-Martin-de-la-Lieue est une commune française, située dans le département du Calvados en région Normandie, peuplée de 767 habitants.

## Géographie
Saint-Martin-de-la-Lieue est un village qui s'étend au sud de Lisieux, sous-préfecture du Calvados, dans la vallée de la Touques, en pays d'Auge. Son bourg est à 4 km de Lisieux et 14 km au nord-est de Livarot, les deux villes y étant reliées par la route départementale 579 (ancienne N 179, rue du Commerce dans le bourg). Partant du sud du bourg, la D 64 permet de rejoindre Fervaques au sud-est.
Saint-Martin-de-la-Lieue se situe dans le bassin de la Touques qui traverse le territoire du sud au nord. Les eaux du territoire communal sont collectées par plusieurs petits affluents, dont le ruisseau de la Fontaine Maurice.
Le point culminant (165/166 m) se situe en limite, au sud, près du lieu-dit la Tuilerie de Paris. Le point le plus bas (46 m) correspond à la sortie de la Touques du territoire, au nord.
La pluviométrie annuelle avoisine les 850 mm.
La vie du village, qui dans le passé s'organisait un peu plus au sud, près de la modeste église (première moitié du XIe siècle), de l'ancienne poste (qui était alors l'école et la mairie), et de l'ancienne blanchisserie, s'est déplacée au fur et à mesure vers le nord, se rapprochant de Lisieux. La vie s'organise aujourd'hui autour de la bien nommée rue du Commerce, qui compte entre autres la mairie, l'école (maternelle et primaire), la poste, la boulangerie, la pharmacie, le coiffeur, la pizzeria et l'épicerie. Dernier témoin du déplacement du centre du village, le transfert du monument commémoratif de l'intersection entre la route menant à Livarot et la route (la voie la plus ancienne) menant à Fervaques, vers la petite place, juste à l'entrée de l'école.
Les lieux-dits sont, du nord-ouest à l'ouest, dans le sens horaire : le Bon Accueil, Saint-Hyppolite, Ferme d'Assemont, la Cour Saint-Hyppolite (au nord), Manoir Saint-Hyppolite, le Chemin de la Bonde, le Lieu Hébert, les Portes Rouges, Hameau Percot, le Bourg, Manoir d'Argences, le Lieu Taillis, le Lieu Fourneville, les Sablières, la Cour Macquefer, le Lieu Becquay, le Lieu des Rusés, Manoir des Sables, le Lieu Fournerie, le Lieu Morin, la Vallée Barré, la Cour Huet (à l'est), la Poterie, la Tuilerie, le Lieu Colin, la Cour des Fontaines, la Grande Cour, la Tuilerie de Paris, les Cavées (au sud), Ferme de la Vallées, Château de la Fardoulière, la Cour du Val, le Lieu Doré, le Mont au François (à l'ouest), la Cour, Ferme de Bernière, les Bruyères et la Cour des Pâtures.
| Saint-Désir                           | Lisieux                  | Beuvillers          |
| Saint-Pierre-des-Ifs, Le Mesnil-Eudes | Saint-Martin-de-la-Lieue | Glos                |
| Saint-Germain-de-Livet                | Saint-Jean-de-Livet      | Saint-Jean-de-Livet |

### Hydrographie
La commune est située dans le bassin Seine-Normandie. Elle est drainée par la Touques, le ruisseau de la Fontaine Maurice, le cours d'eau 01 du Manoir, le fossé 01 du Château de la Fardoulière, le fossé 01 de la Cour des Fontaines, un bras de la Touques, le fossé 01 du Mont au François, le fossé 06 de la commune de Saint-Martin-de-la-Lieue, le fossé 01 du Lieu des Rusées, le Douet du Carrelet, le fossé 03 de la Poterie et divers autres petits cours d'eau,.
La Touques, d'une longueur de 108 km, prend sa source dans la commune de Champ-Haut et se jette  dans la baie de Seine en limite de Trouville-sur-Mer et de Deauville, après avoir traversé 42 communes. Les caractéristiques hydrologiques de la Touques sont données par la station hydrologique située sur la commune. Le débit moyen mensuel est de 2,56 m3/s. Le débit moyen journalier maximum est de 24,9 m3/s, atteint lors de la crue du 6 décembre 1988. Le débit instantané maximal est quant à lui de 38,2 m3/s, atteint le 12 mai 2024.

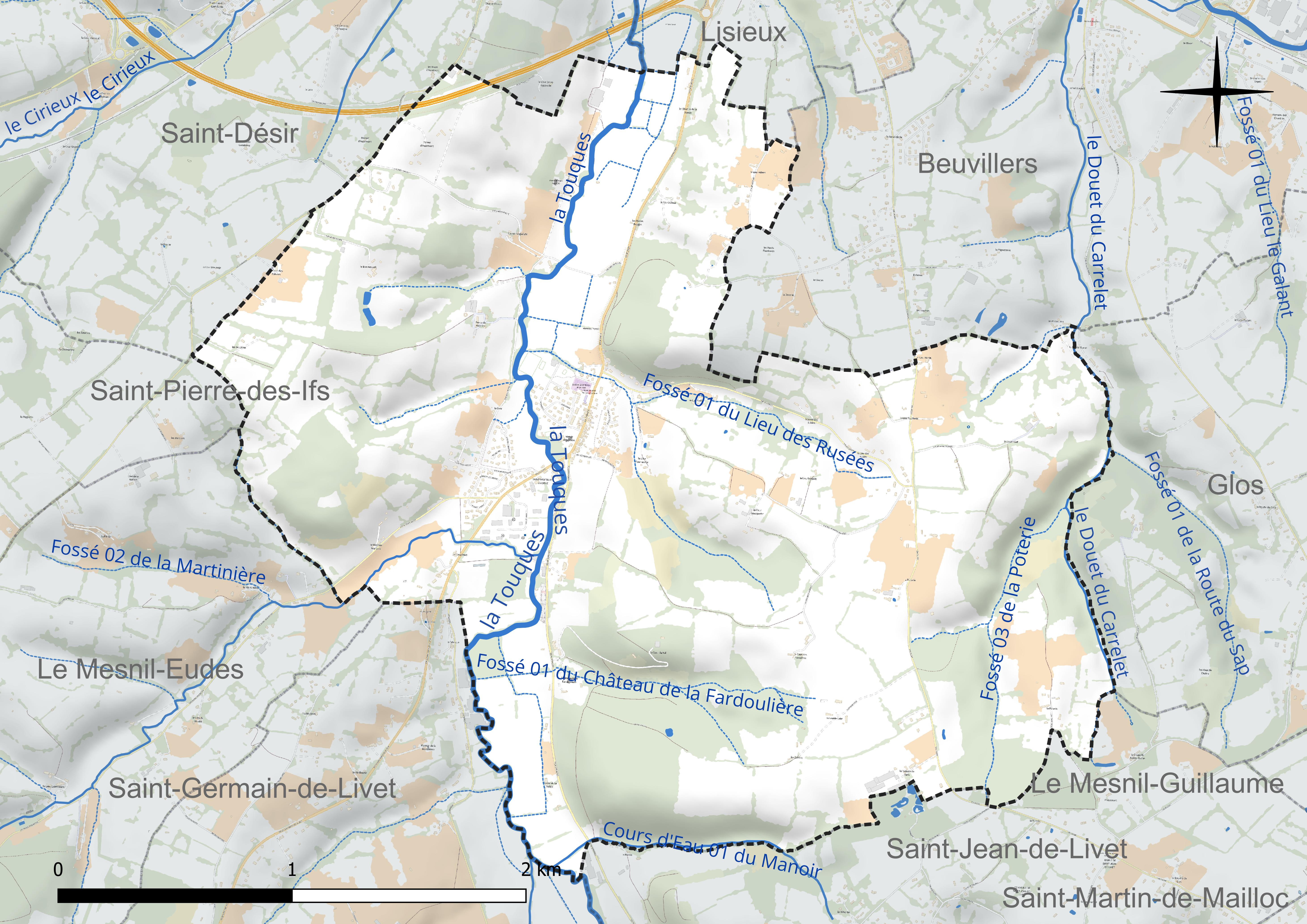
Réseau hydrographique de Saint-Martin-de-la-Lieue.

### Climat
Pour des articles plus généraux, voir Climat de la Normandie et Climat du Calvados.
En 2010, le climat de la commune est de type climat océanique altéré, selon une étude du CNRS s'appuyant sur une série de données couvrant la période 1971-2000. En 2020, Météo-France publie une typologie des climats de la France métropolitaine dans laquelle la commune est exposée à un climat océanique et est dans la région climatique  Normandie (Cotentin, Orne), caractérisée par une pluviométrie relativement élevée (850 mm/a) et un été frais (15,5 °C) et venté. Parallèlement le GIEC normand, un groupe régional d'experts sur le climat, différencie quant à lui, dans une étude de 2020, trois grands types de climats pour la région Normandie, nuancés à une échelle plus fine par les facteurs géographiques locaux. La commune est, selon ce zonage, exposée à un « climat contrasté des collines », correspondant au Pays d'Auge, Lieuvin et Roumois, moins directement soumis aux flux océaniques et connaissant toutefois des précipitations assez marquées en raison des reliefs collinaires qui favorisent leur formation.
Pour la période 1971-2000, la température annuelle moyenne est de 10,7 °C, avec  une amplitude thermique annuelle de 12,9 °C. Le cumul annuel moyen de précipitations est de 829 mm, avec 12,5 jours de précipitations en janvier et 8,4 jours en juillet. Pour la période 1991-2020, la température moyenne annuelle observée sur la station météorologique la plus proche, située sur la commune de Lisieux à 4 km à vol d'oiseau, est de 11,7 °C et le cumul annuel moyen de précipitations est de 881,4 mm,. Pour l'avenir, les paramètres climatiques de la commune estimés pour 2050 selon différents scénarios d'émission de gaz à effet de serre sont consultables sur un site dédié publié par Météo-France en novembre 2022.

## Urbanisme

### Typologie
Au 1er janvier 2024, Saint-Martin-de-la-Lieue est catégorisée commune rurale à habitat dispersé, selon la nouvelle grille communale de densité à 7 niveaux définie par l'Insee en 2022.
Elle est située hors unité urbaine. Par ailleurs la commune fait partie de l'aire d'attraction de Lisieux, dont elle est une commune de la couronne,. Cette aire, qui regroupe 57 communes, est catégorisée dans les aires de 50 000 à moins de 200 000 habitants,.

### Occupation des sols
L'occupation des sols de la commune, telle qu'elle ressort de la base de données européenne d'occupation biophysique des sols Corine Land Cover (CLC), est marquée par l'importance des territoires agricoles (76,5 % en 2018), en diminution par rapport à 1990 (88,6 %). La répartition détaillée en 2018 est la suivante : 
prairies (71,3 %), forêts (18,1 %), zones urbanisées (5,5 %), zones agricoles hétérogènes (5,2 %). L'évolution de l'occupation des sols de la commune et de ses infrastructures peut être observée sur les différentes représentations cartographiques du territoire : la carte de Cassini (XVIIIe siècle), la carte d'état-major (1820-1866) et les cartes ou photos aériennes de l'IGN pour la période actuelle (1950 à aujourd'hui).

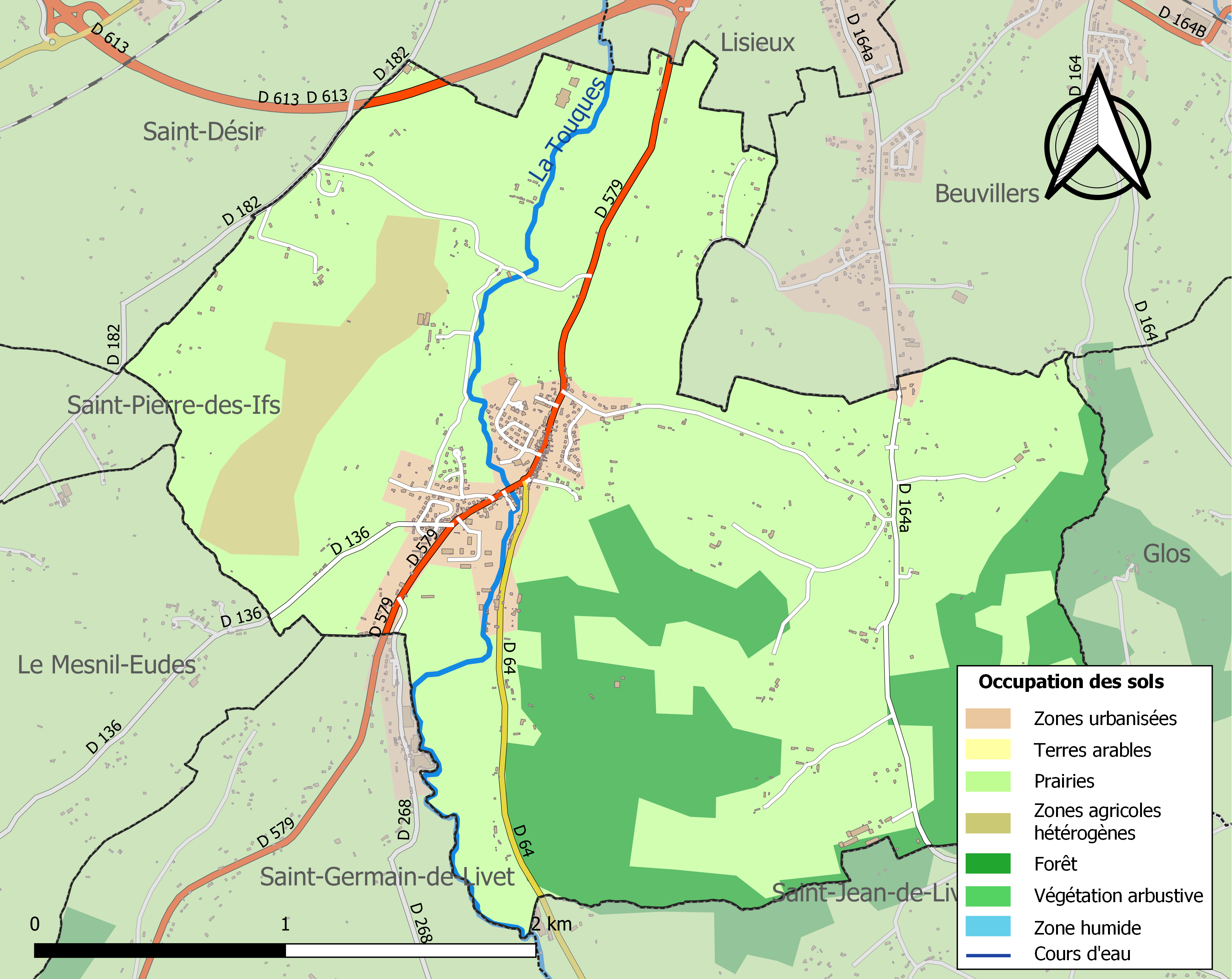
Carte des infrastructures et de l'occupation des sols de la commune en 2018 (CLC).

## Toponymie
Le nom de la localité est attesté sous la forme Sanctus Martinus de Leuca au XIVe siècle.
La paroisse était dédiée à Martin de Tours, évêque de Tours au IVe siècle.
Le toponyme vient de la distance qui sépare le village de Lisieux. En effet, Saint-Martin-de-la-Lieue est situé à quatre kilomètres de la capitale du pays d'Auge, soit une lieue.
Le gentilé est Leucamartinois.

## Histoire
En 1834, Saint-Martin-de-la-Lieue (319 habitants en 1831) absorbe Saint-Hippolyte-des-Prés (70 habitants), au nord de son territoire (anciennement Saint Hipolite du Bout des Prés).
Le 14 août 1944, les alliés bombardent la ville. Leur but est de détruire le pont sur la Touques, pour empêcher la retraite de l'armée allemande par la route de Livarot vers l'Est. Plusieurs civils sont tués. Le pont est endommagé, suffisamment pour empêcher le passage de véhicules.

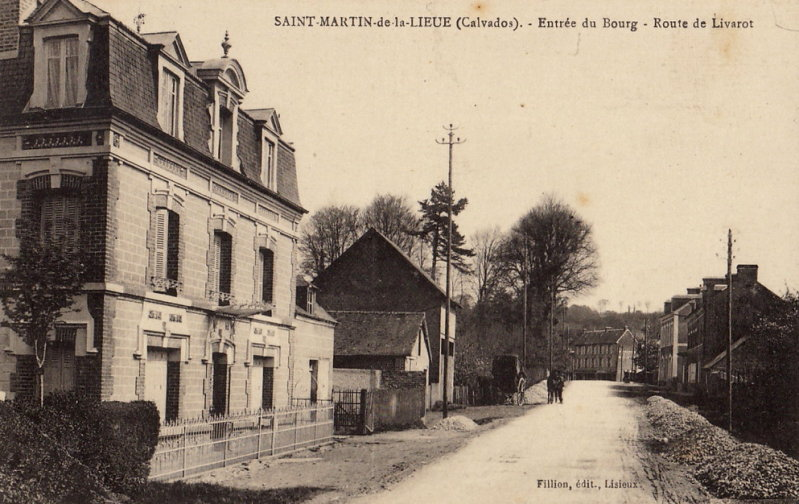
La route de Livarot sur une carte postale de la fin du XIXe siècle ou du début du XXe siècle.
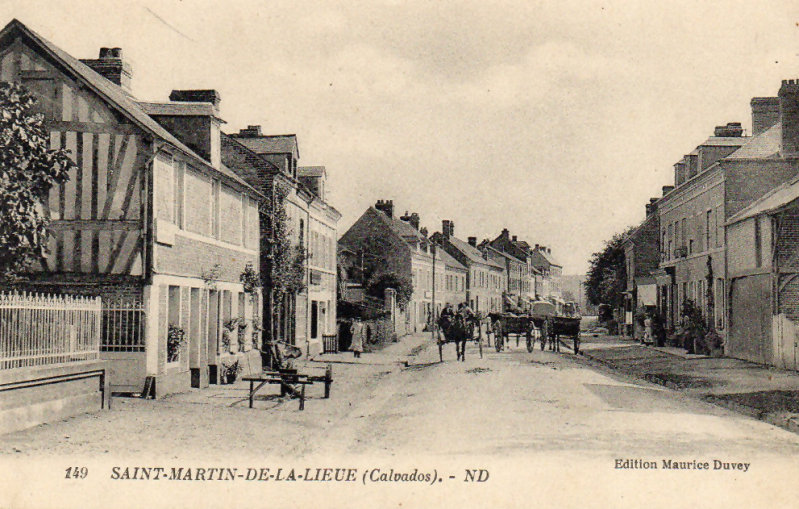
La rue du commerce sur une carte postale de la fin du XIXe siècle ou du début du XXe siècle.
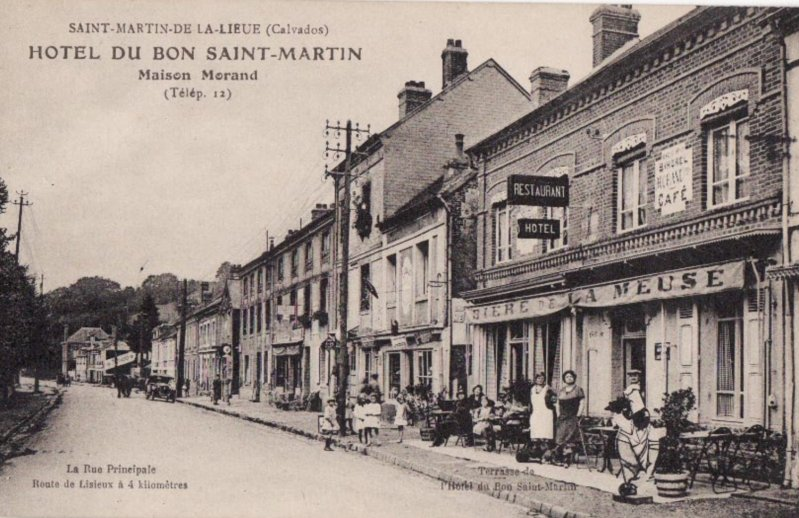
La rue du commerce sur une carte postale de la fin du XIXe siècle ou du début du XXe siècle.
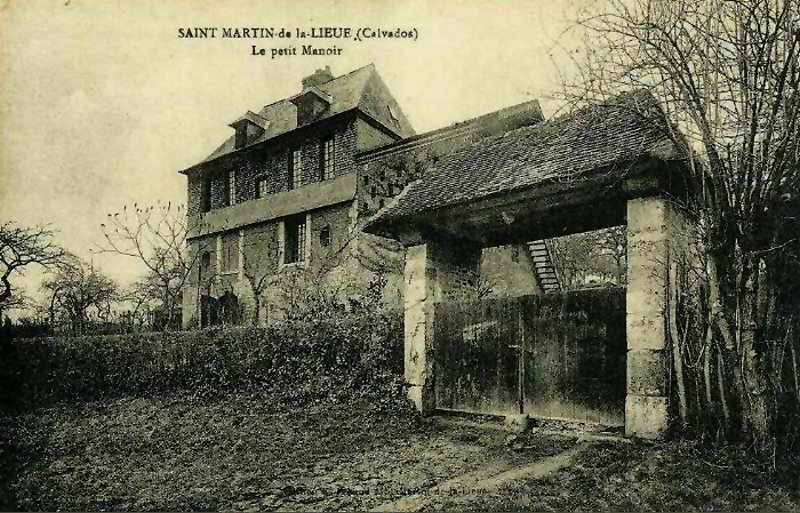
Le petit manoir sur une carte postale de la fin du XIXe siècle ou du début du XXe siècle.

## Politique et administration
| Période                                  | Période   | Identité         | Étiquette | Qualité                        |
| ---------------------------------------- | --------- | ---------------- | --------- | ------------------------------ |
| avant 1995                               | 1995      | Guy Rivière      | PCF       |                                |
| 1995                                     | mars 2008 | Daniel Lesieur   |           | Exploitant agricole            |
| mars 2008                                | mai 2020  | Évelyne Girardin |           | Ancienne attachée de direction |
| mai 2020                                 | En cours  | Hubert Lenain    |           | Agriculteur                    |
| Les données manquantes sont à compléter. |           |                  |           |                                |

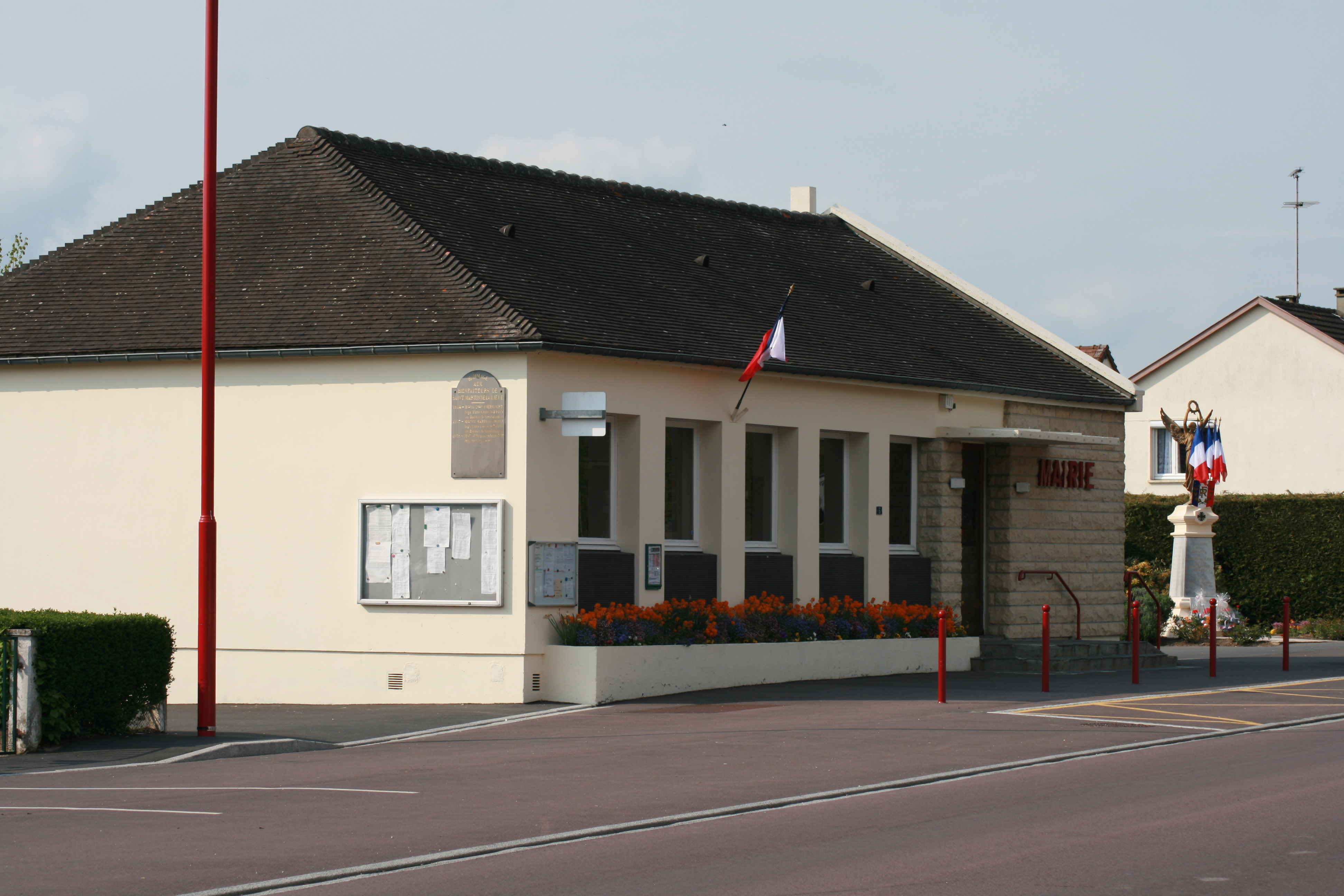
La mairie et le monument aux morts.

Le conseil municipal est composé de quinze membres dont le maire et trois adjoints.

## Démographie
L'évolution du nombre d'habitants est connue à travers les recensements de la population effectués dans la commune depuis 1793. Pour les communes de moins de 10 000 habitants, une enquête de recensement portant sur toute la population est réalisée tous les cinq ans, les populations de référence des années intermédiaires étant quant à elles estimées par interpolation ou extrapolation. Pour la commune, le premier recensement exhaustif entrant dans le cadre du nouveau dispositif a été réalisé en 2007.
En 2022, la commune comptait 767 habitants, en évolution de −2,04 % par rapport à 2016 (Calvados : +1,58 %, France hors Mayotte : +2,11 %).
Saint-Martin-de-la-Lieue a compté jusqu'à 951 habitants en 1990.
| 1793 | 1800 | 1806 | 1821 | 1831 | 1836 | 1841 | 1846 | 1851 |
| ---- | ---- | ---- | ---- | ---- | ---- | ---- | ---- | ---- |
| 333  | 332  | 365  | 320  | 319  | 380  | 415  | 497  | 512  |

| 1856 | 1861 | 1866 | 1872 | 1876 | 1881 | 1886 | 1891 | 1896 |
| ---- | ---- | ---- | ---- | ---- | ---- | ---- | ---- | ---- |
| 515  | 570  | 644  | 623  | 663  | 555  | 519  | 557  | 532  |

| 1901 | 1906 | 1911 | 1921 | 1926 | 1931 | 1936 | 1946 | 1954 |
| ---- | ---- | ---- | ---- | ---- | ---- | ---- | ---- | ---- |
| 504  | 520  | 515  | 514  | 448  | 470  | 434  | 490  | 481  |

| 1962 | 1968 | 1975 | 1982 | 1990 | 1999 | 2006 | 2007 | 2012 |
| ---- | ---- | ---- | ---- | ---- | ---- | ---- | ---- | ---- |
| 543  | 597  | 607  | 906  | 951  | 878  | 853  | 850  | 801  |

| 2017 | 2022 | - | - | - | - | - | - | - |
| ---- | ---- | - | - | - | - | - | - | - |
| 782  | 767  | - | - | - | - | - | - | - |

## Lieux et monuments

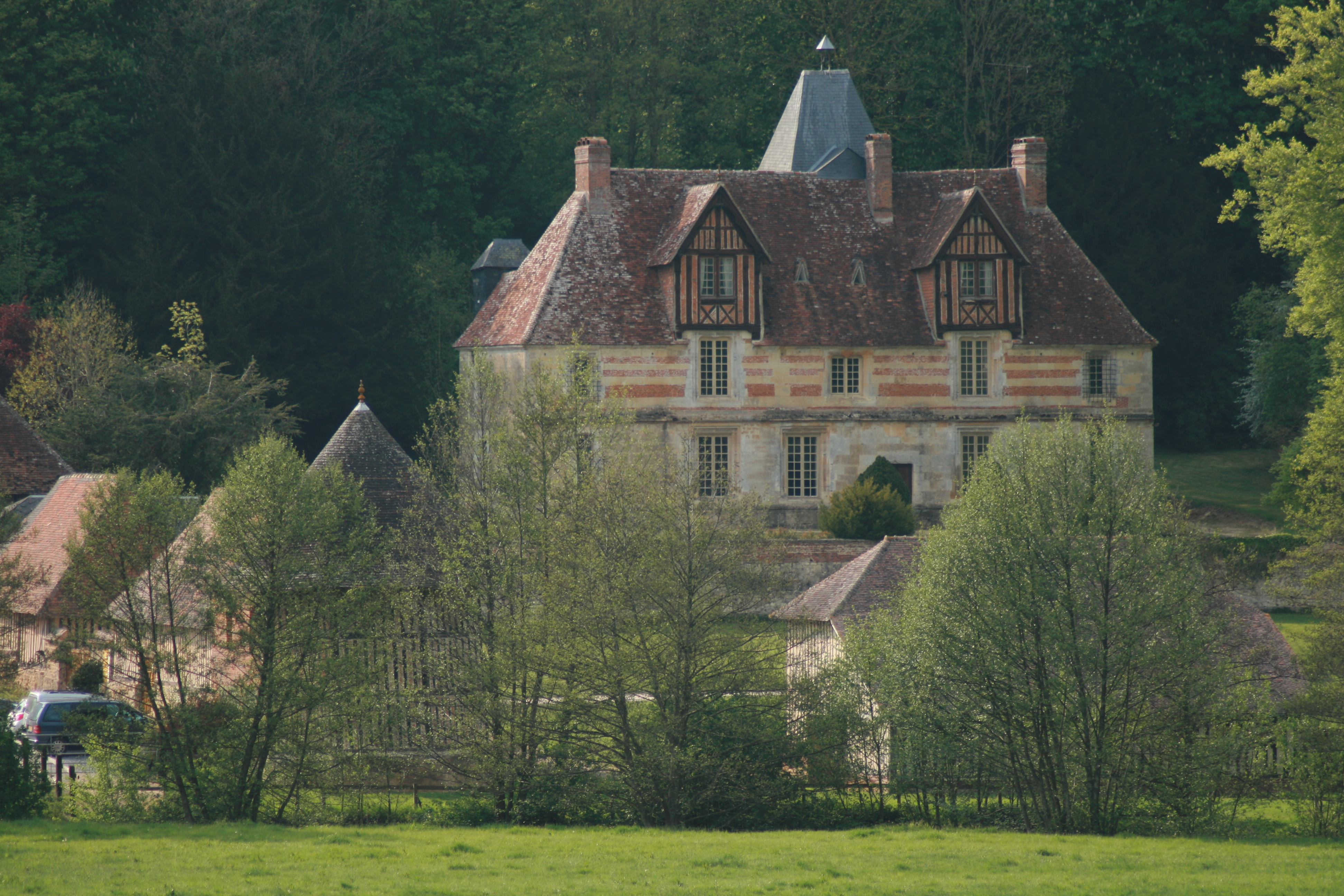
Le manoir Saint-Hippolyte.

- Le manoir d'Argences. Situé au no 38 rue du Commerce, au cœur du village. Sacha Guitry y a passé quelques moments de sa jeune enfance, avant le divorce de ses parents. C'est une propriété privée qui n'est pas ouverte à la visite.
- Le manoir Saint-Hippolyte fait l'objet d'une inscription au titre des monuments historiques depuis le 29 octobre 1971[43]. Élevé autour de 1500. La demeure principale domine les bâtiments d'exploitation comme le colombier ou le pressoir.
- Église Saint-Martin du XIe siècle, inscrite aux Monuments historiques depuis le 5 septembre 1946[44].
- Le petit manoir. Situé chemin Saint-Hippolyte. Construit au XVIIIe siècle, est typique des manoirs du pays d'Auge avec son bois, ses pierres calcaires, ses briques et ses tuiles. C'est une propriété privée qui n'est pas ouverte à la visite.
- Le monument aux morts, à côté de la mairie, surmonté de la statue Victoire ailée avec couronne au-dessus de la tête réalisée par Étienne Camus, inauguré le 7 mai 1922.
- Un circuit de promenade intitulé « Les petits secrets de Saint-Martin-de-la-Lieue, entre terre et goût » permet de découvrir le village et son histoire. Il est jalonné de quatorze panneaux descriptifs en jaune.

## Héraldique
| Blason de Saint-Martin-de-la-Lieue | Blason  | De gueules à la champagne ondée d'azur, à l'épée versée d'argent brochant sur le tout, accostée de deux pommes feuillées d'une pièce d'or. |
| Blason de Saint-Martin-de-la-Lieue | Détails | |